# 진비엘 대수
추상대수학에서, 진비엘 대수(영어: Zinbiel algebra)는 라이프니츠 대수의 코쥘 쌍대가 되는 대수 구조이다.:7–66

## 정의
가환환 {\displaystyle K} 위의 진비엘 대수는 다음과 같은 데이터로 정의된다.
- {\displaystyle K}-가군 {\displaystyle A}
- {\displaystyle K}-쌍선형 이항 연산 {\displaystyle (\star )\colon A\otimes _{K}A\to A}

이 데이터는 다음과 같은 진비엘 항등식을 만족시켜야 한다.
{\displaystyle (a\star b)\star c=a\star (b\star c)+a\star (c\star b)}

## 성질
진비엘 대수 {\displaystyle (A,\star )}에 다음과 같은 곱셈을 부여하면, 이는 가환 결합 대수를 이룬다.
{\displaystyle ab=a\star b+b\star a}
즉, 진비엘 대수는 추가 구조를 갖춘 가환 결합 대수로 여길 수 있다. (이는 리 대수가 라이프니츠 대수의 특수한 경우라는 사실의 코쥘 쌍대이다.) 특히, 만약 {\displaystyle {\tfrac {1}{2}}\in K}라면, 반대칭 괄호
{\displaystyle [a,b]=a\star b-b\star a}
를 정의하여
{\displaystyle a\star b={\frac {1}{2}}(ab+[a,b])}
를 정의하여, 진비엘 대수를 위와 같은 반대칭 괄호를 갖춘 가환 결합 대수로 생각할 수 있다. 이 경우, 반대칭 괄호는
{\displaystyle [a,b]c+[ab,c]+[[a,b],c]=2[a,bc]+abc}
를 따른다. (특히, 괄호를 모두 0으로 놓을 수 없다.)

## 예
체 위에서, 벡터 공간 {\displaystyle V}로 생성되는 자유 진비엘 대수는 등급 벡터 공간으로서 축소 텐서 대수 (즉, 상수항을 생략한 것)
{\displaystyle V\oplus V\otimes V\oplus V\otimes V\otimes V\oplus \dotsb }
이다. 이에 대응되는 가환 결합 대수 구조는 셔플 대수의 것이다.

## 역사
장루이 로데가 1995년에 고안하였다. “진비엘 대수”(프랑스어: algèbre de Zinbiel)라는 이름은 장미셸 르메트르(프랑스어: Jean-Michel Lemaire)가 최초로 사용하였으며, 라이프니츠 대수의 “라이프니츠”(독일어: Leibniz)의 철자를 뒤집은 것이다.

## 참고 문헌
1. 1 2  Loday, Jean-Louis (2001). 《Dialgebras and related operads》. Lecture Notes in Mathematics (영어) 1763. Springer-Verlag. doi:10.1007/b80864. ISBN 978-3-540-42194-8.
2. ↑  Zinbiel, Guillaume W. (2012). 〈Encyclopedia of types of algebras 2010〉.   Guo, Li; Bai, Chengming; Loday, Jean-Louis. 《Operads and universal algebra》. Nankai Series in Pure, Applied Mathematics and Theoretical Physics 9. 217–298쪽. arXiv:1101.0267. Bibcode:2011arXiv1101.0267Z. ISBN 9789814365116. 2012년 5월 11일에 원본 문서에서 보존된 문서. 2020년 2월 22일에 확인함.
3. ↑  Loday, Jean-Louis (1995). “Cup-product for Leibniz cohomology and dual Leibniz algebras” (PDF). 《Mathematica Scandinavica》 (영어) 77 (2): 189–196. doi:10.7146/math.scand.a-12560.